# Two World Trade Center
2 World Trade Center (también conocido como 200 Greenwich Street) es un rascacielos planificado como parte del complejo del World Trade Center en Manhattan, Nueva York. Reemplazará al 2 World Trade Center Original, que fue completado en 1972 y posteriormente destruido durante los atentados del 11 de septiembre de 2001, y ocupará la posición del 5 World Trade Center original.

## Diseño y construcción
El diseño de la torre fue inicialmente adjudicado a Norman Foster, y presentaba una parte superior inclinada en forma de diamante. Este fue abandonado en 2015 y reemplazado por un diseño del estudio de arquitectura danés Bjarke Ingels Group (BIG) antes de que el desarrollador Silverstein Properties devolviera el proyecto a Foster and Partners para que lo rediseñara.
El rascacielos tendrá una altura de 411 m (1345 pies), en comparación, la azotea del Edificio Empire State se encuentra a 381 m (1 250 pies) de altura, y el 2 World Trade Center original contaba con 415 m (1 362 pies). Una vez construida, será la segunda torre más alta de Lower Manhattan, y uno de los edificios más altos de la ciudad.
Las obras de cimentación se iniciaron en 2008 y se completaron en 2013.

## Galería

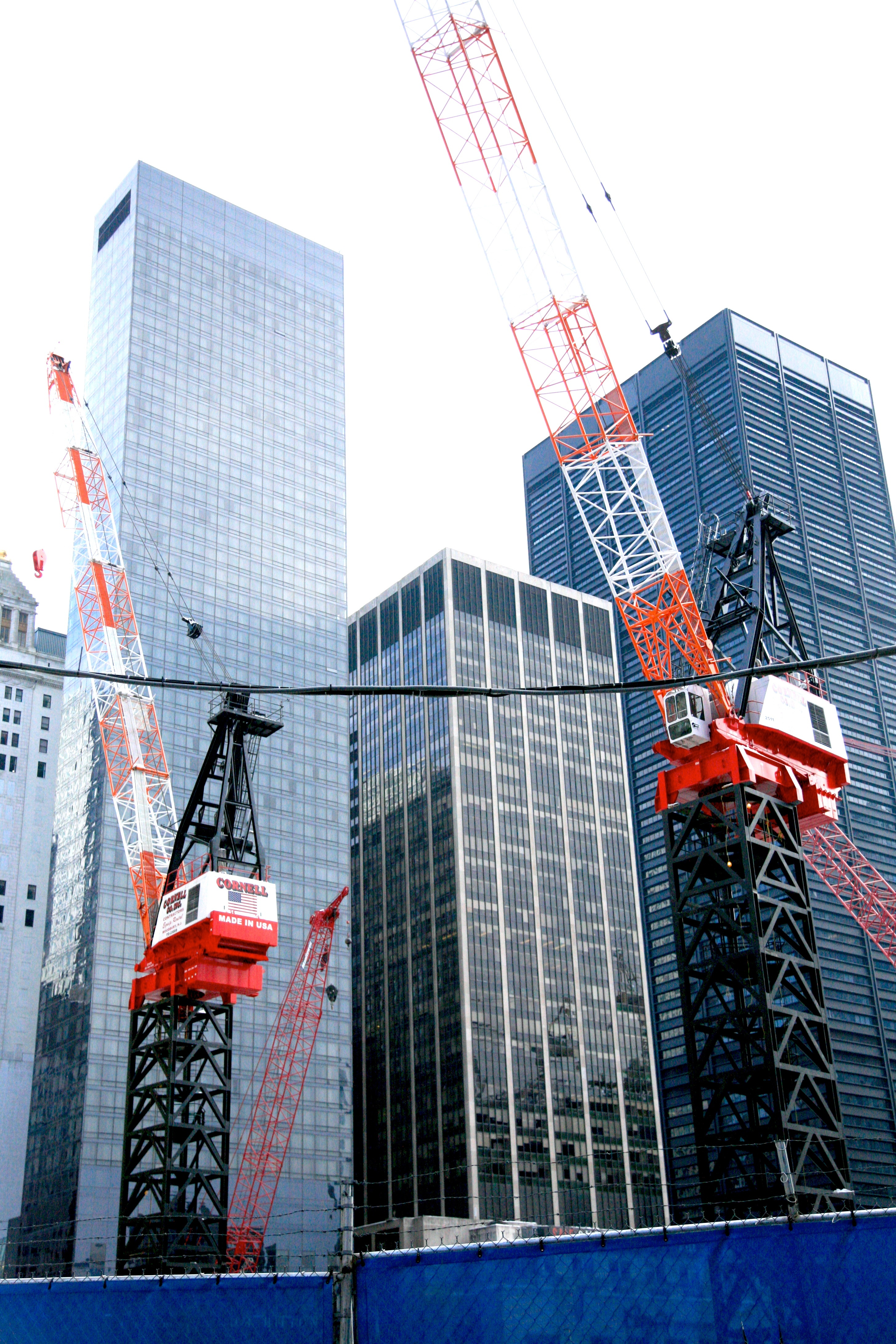
Enero 2011
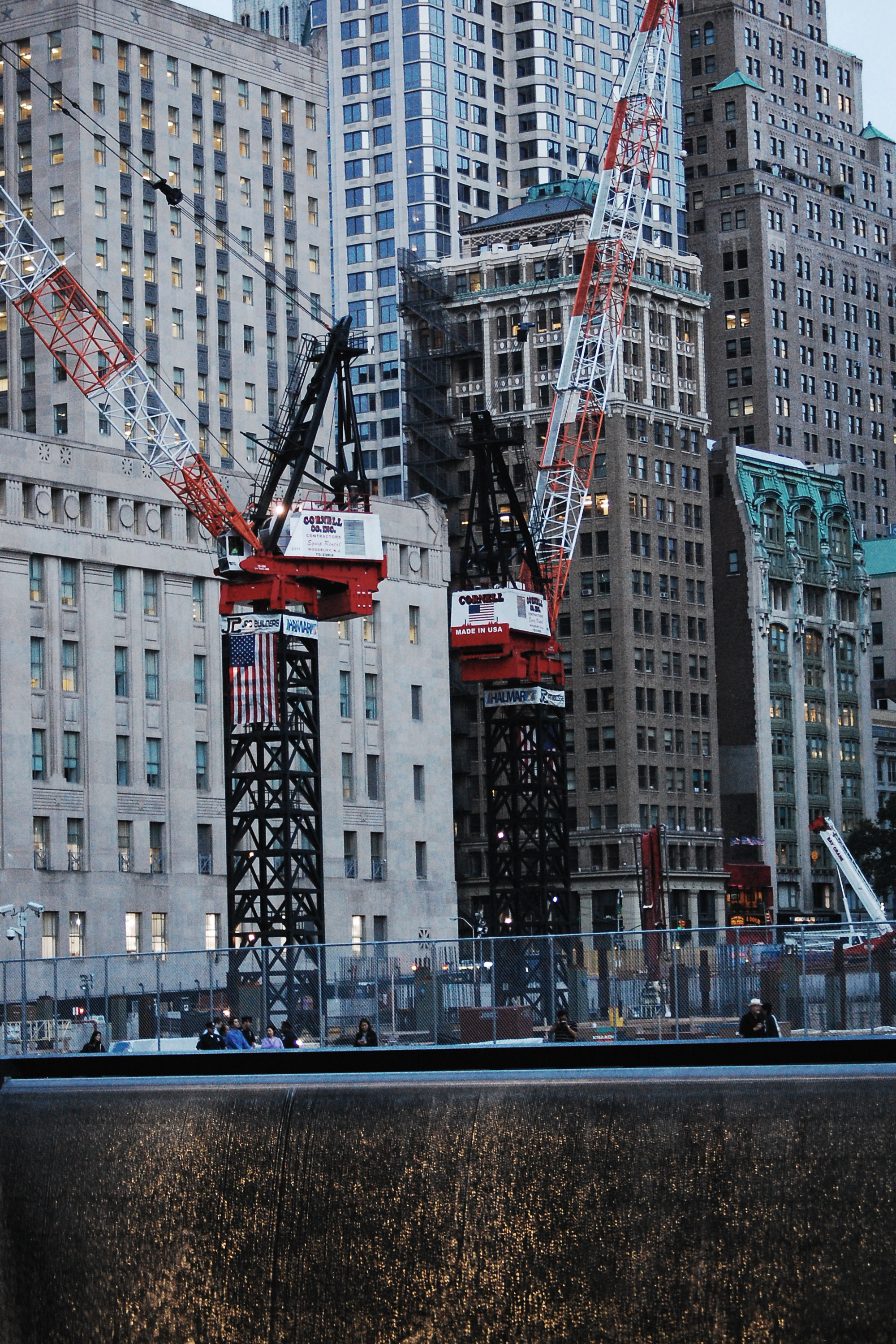
Septiembre 2011
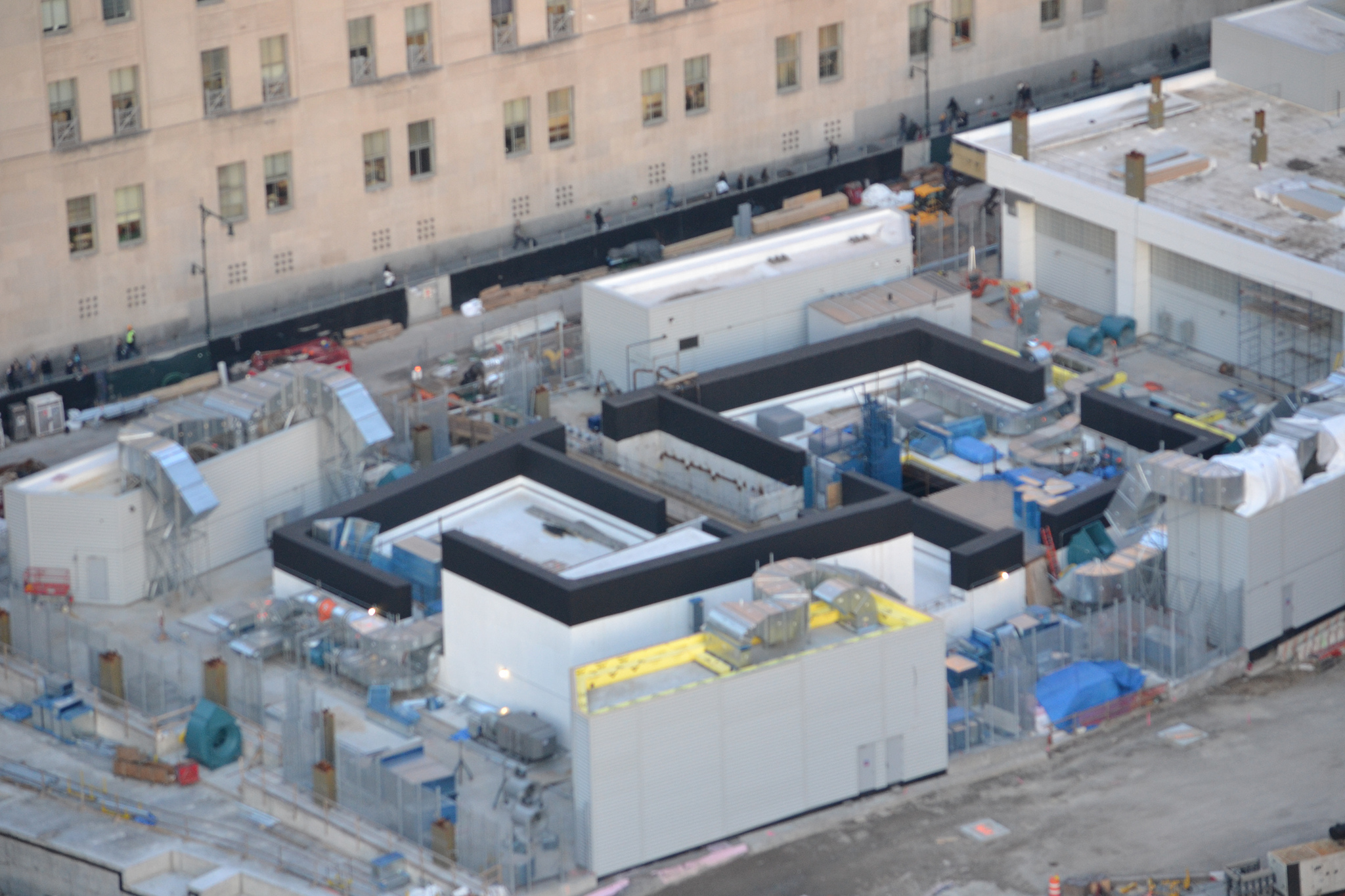
Enero 2013
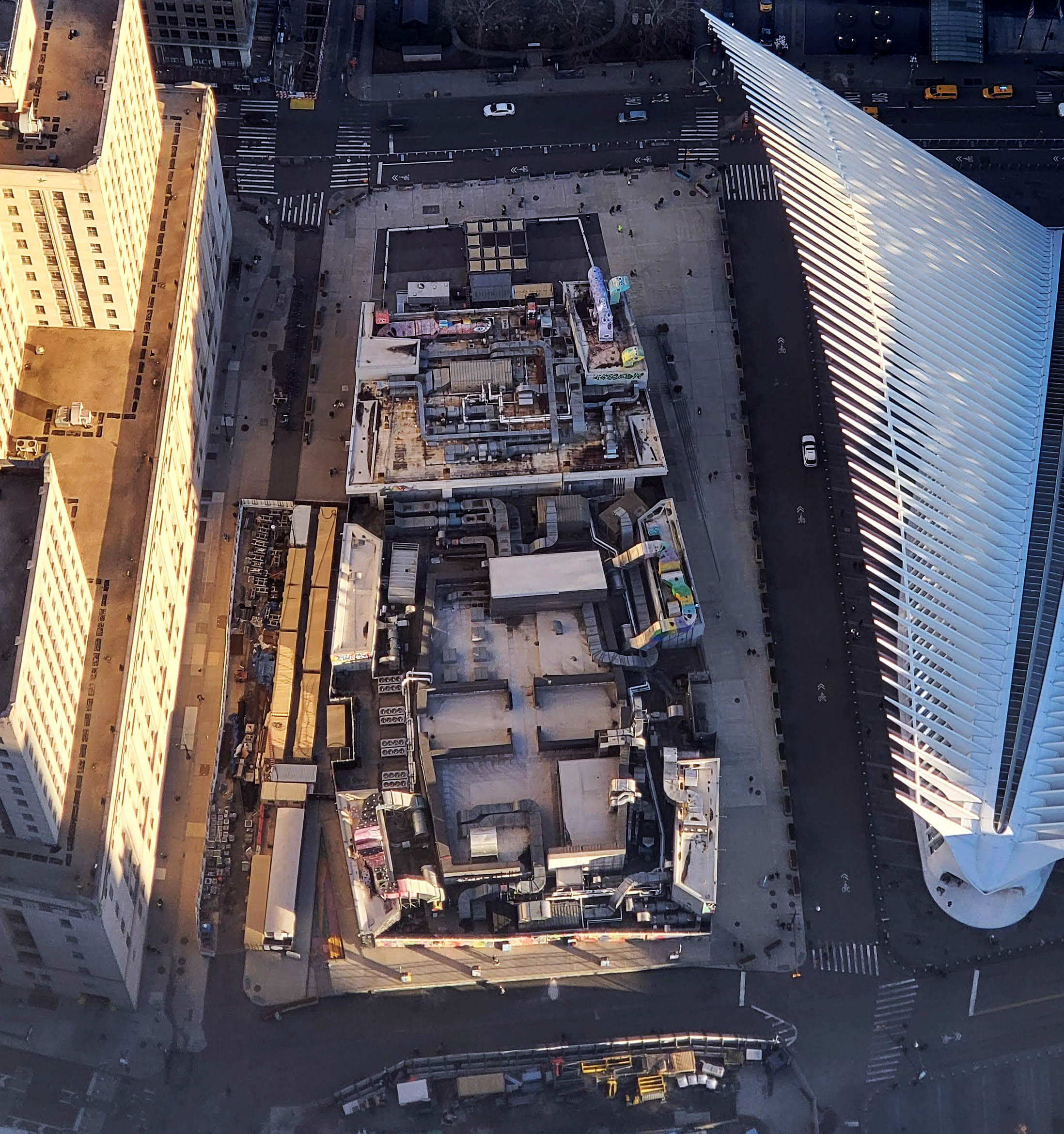
2023
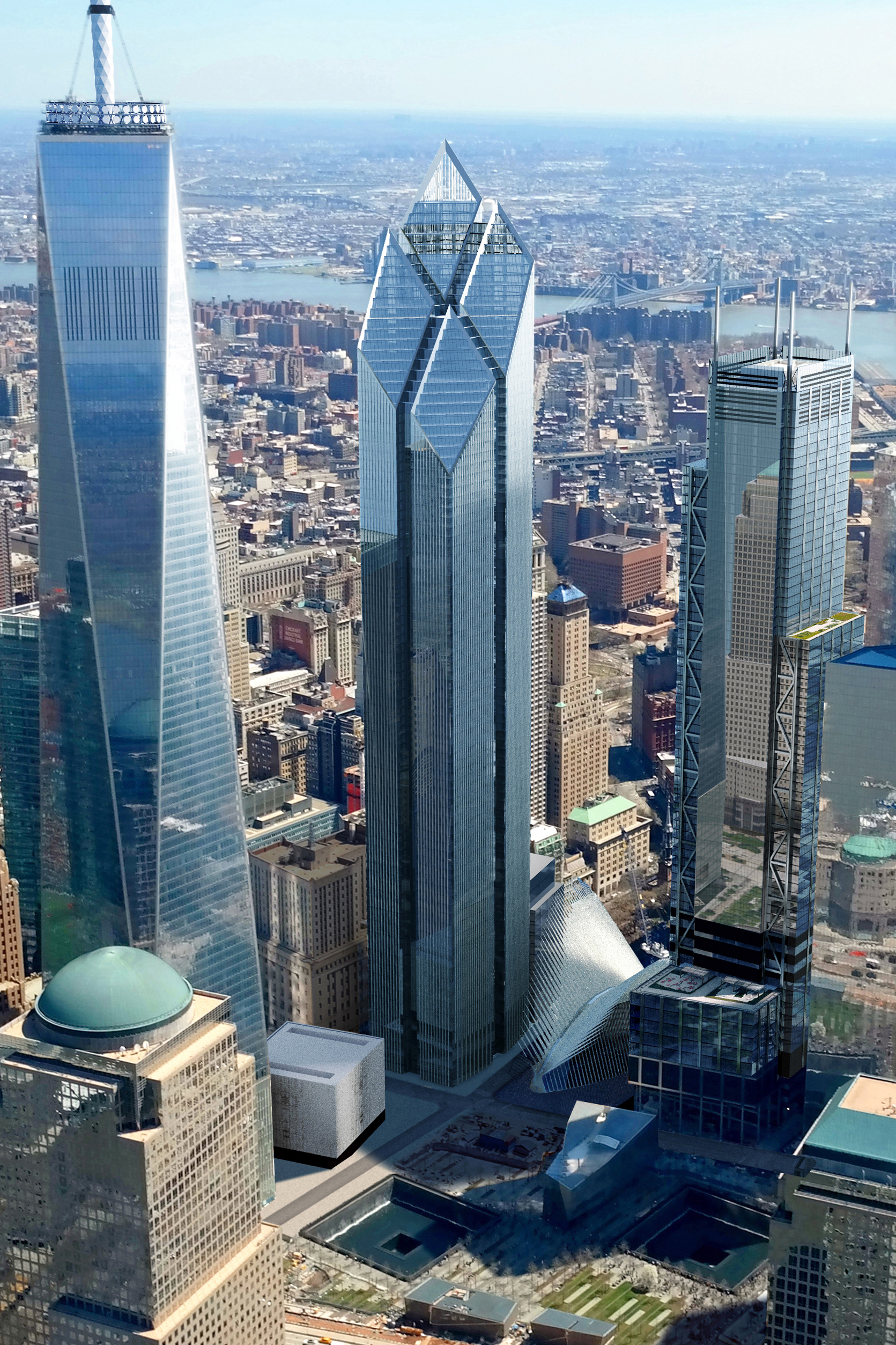
Diseño 2006 1
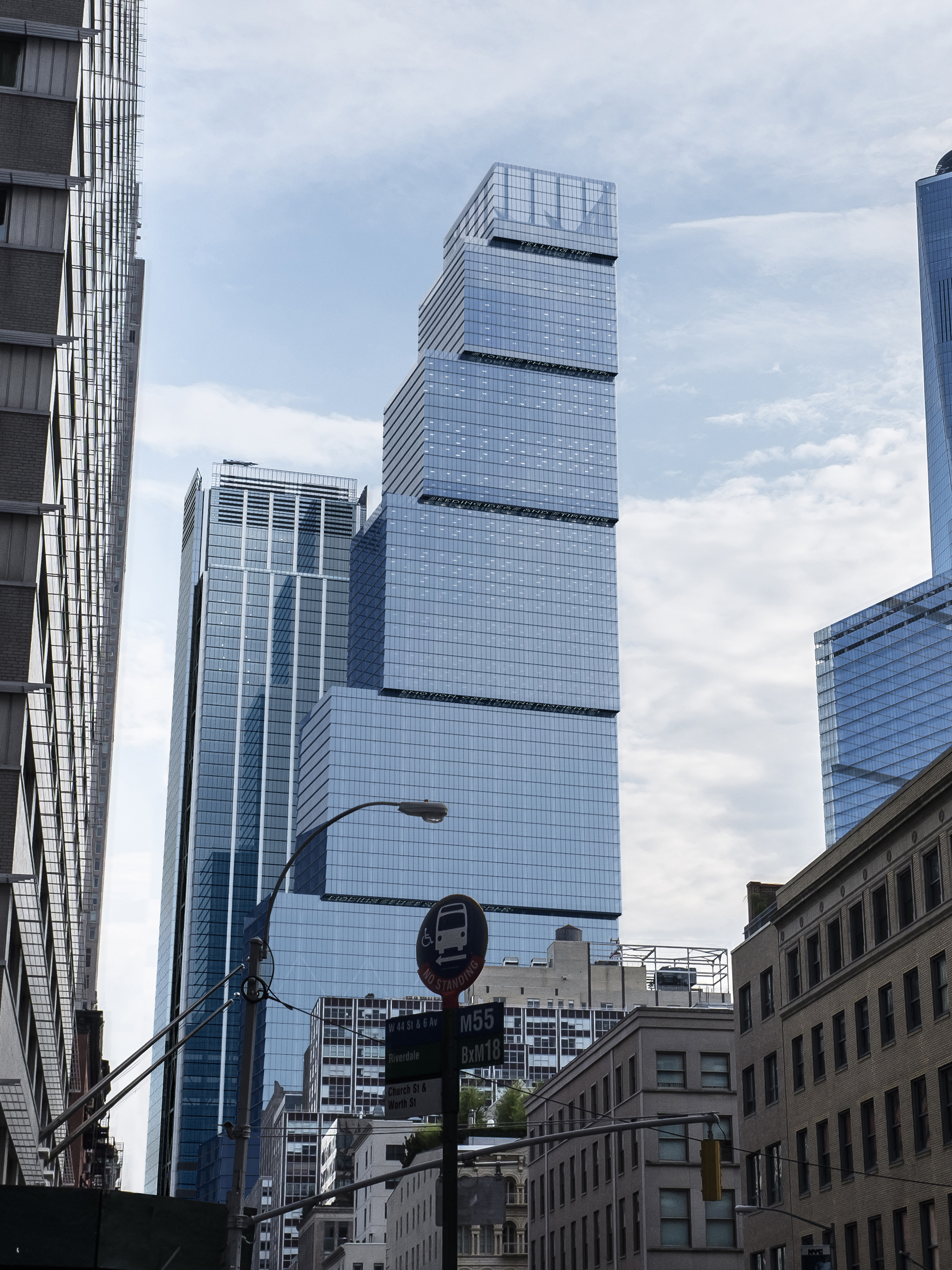
Diseño 2
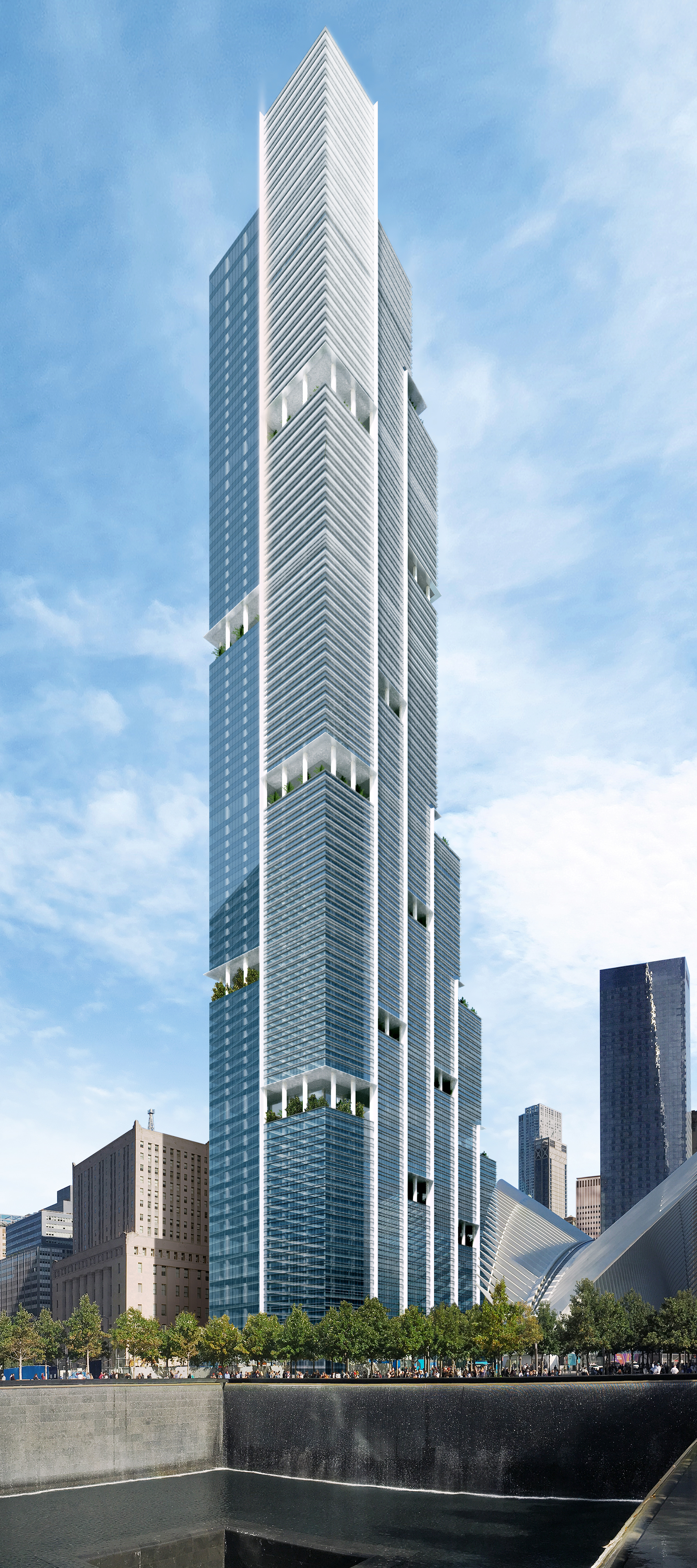
Diseño 3
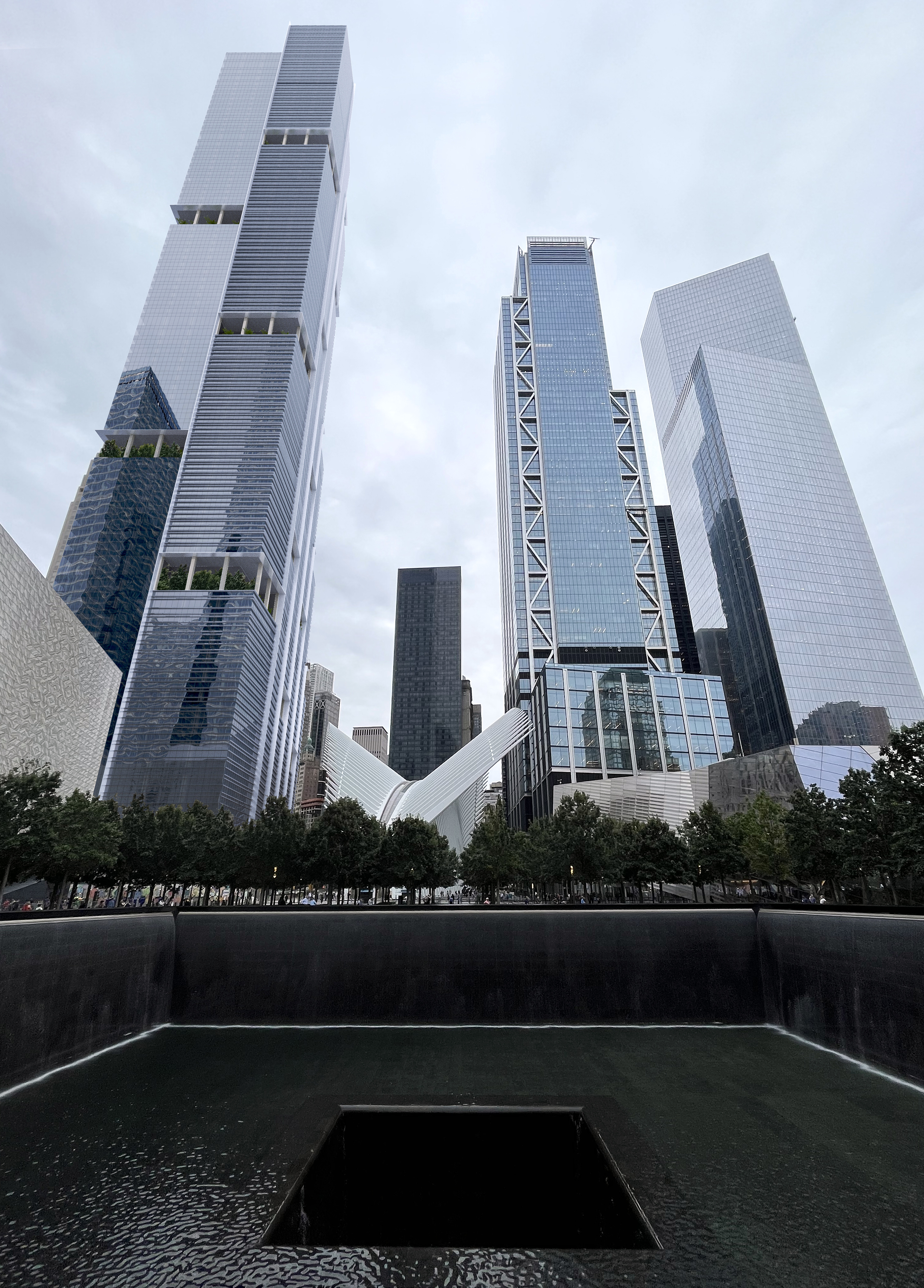
Diseño 4